# Jeanne Véron
Pour les articles homonymes, voir Véron.
Jeanne Véron  (Quelaines, 1767 - Ernée, 20 mars 1794) est une sœur de la Charité de Notre Dame d'Évron reconnue martyre et bienheureuse par l'Église catholique. Elle est fêtée la 20 mars. 

## Biographie
Sœur de la Charité de Notre Dame d'Évron, elle soigne et porte secours à tous ceux qui ont besoin de son aide. Lors de la Révolution française, elle est accusée d’avoir caché des prêtres malades.
Elle est condamnée à mort le 20 mars 1794 par la Commission militaire révolutionnaire du département de la Mayenne. Elle est menée à la guillotine en fauteuil à cause de ses infirmités. 
Théodore Perrin indique dans les Martyrs du Maine que les jugements peuvent parfois paraître assez curieux : 
| « Jugement de la commission militaire révolutionnaire, établie par les représentons du peuple en le département de la Mayenne, séance publique tenue à Ernée, au temple de la raison le décadi 30 ventôse, deuxième année de la république impérissable.... - Vu les interrogatoires de François Daligault , de la commune de Saint-Pierre-des-Landes, de Pierre Monnier, par lequel il est prouvé que depuis un tems considérable ils n'ont d'autre asile que des busses enfoncées dans des trous habilement pratiqués en une haie et qui se couvrent à désir pour se soustraire aux perquisitions des troupes républicaines - Vu les interrogatoires de Jean Vannier, même commune , district d'Ernée, qui de cette sorte s'est soustrait au départ de la levée des trois cent mille hommes dont il faisait partie; de Julien Vannier... de Jeanne Véron, Sœur Charitable, née à Quelaines, et domiciliée de Saint-Pierre-des-Landes par lequel il est constant qu'elle a recelé les prêtres réfractaires, qu'elle a formellement refusé de prêter le serment de fidélité à sa patrie, et que, se trouvant domiciliée en le pays des chouans, elle les alimente et protège, et ne veut les déceler; de François Couasnon , natif de la Croisille, district d'Ernée et ex-vicaire épiscopal de Limoges, dont il est parti depuis le serment, et depuis , sans s'être exporté , au terme de la loi, ou rentré depuis son exportation , il a résidé en ladite commune de la Croisille, toujours caché et ne voulant avouer avoir eu même connaissance des brigands qui ont dévasté ce pays , à leur passage; - Entendu en ses conclusions Volcler, accusateur militaire.... Condamne à la peine de mort lesdits François Daligault, Lernonnier, les deux Vannier, Jeanne Véron et Couasnon , prêtre réfractaire Et sera le présent jugement exécuté sur le champ. » |

Le pape Pie XII béatifie Jeanne Véron avec les 14 martyrs de Laval le 19 juin 1955, en même temps qu'un curé et trois religieuses également guillotinés en 1794. Elle est commémorée le 20 mars selon le Martyrologe romain.

## Sources partielles
- Isidore Boullier, Mémoires ecclésiastiques concernant la ville de Laval et ses environs.